# Teofil (poemat)

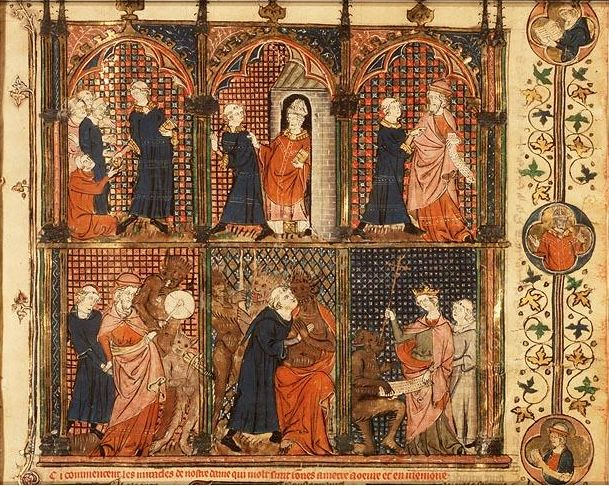

Teofil – poemat Hrotsvithy z Gandersheim osnuty na legendzie o świętym Teofilu Cylicyjskim.

## Treść
Autorka przeniosła akcję utworu z Cylicji na Sycylię. Młody Teofil zdobywa wykształcenie dzięki pomocy wuja biskupa i zostaje zarządcą dóbr kościelnych. Z niezwykłą troską zajmuje się ubogimi i potrzebującymi zdobywając sobie miłość wiernych. Kiedy więc umiera dotychczasowy biskup, lud jednogłośnie wybiera Teofila na jego następcę. Teofil nie chce się jednak zgodzić, uważa się za niegodnego. Arcybiskup mianuje więc innego kandydata, który urażony chłodnym przyjęciem, odgrywa się na Teofilu i zwalnia go z urzędu.
Teofil początkowo ucieszony, że zwolniony z licznych obowiązków, będzie się mógł oddać studiom i modlitwie, ulega jednak, z podszeptu diabła, zazdrości. Udaje się do biegłego w magii Żyda, a ten nocą zaprowadza go przed tron Lucyfera. Książę diabłów żąda, by Teofil nie czynił znaku krzyża, a wysłuchawszy jego prośby, dotyczącej przywrócenia go na dawne stanowisko i pomszczenia się na biskupie, każe mu się wyrzec Jezusa i Jego Matki oraz podpisać dokument oddający piekłu jego duszę. Teofil czyni to chętnie. Już następnego dnia biskup przywołuje go do siebie i przeprasza za wyrządzoną krzywdę. Przywrócony na dawny urząd Teofil przypisuje swoje wyniesienie Lucyferowi. Bóg jednak nie zostawia go, przez wzgląd na jego wcześniejsze zasługi, samego.
Teofil czuje wyrzuty sumienia, nie ma jednak odwagi prosić o przebaczenie Chrystusa, którego się wyparł. Wpada wówczas na szczęśliwą myśl, by zwrócić się do Jego Matki, która oręduje w niebie za grzesznikami. Udaje się więc do poświęconego jej kościoła i przez wiele dni i nocy modli się i pości prosząc o zmiłowanie. Którejś nocy we śnie staje przed nim Maryja o surowym obliczu i pyta czego może chcieć od niej on nieszczęsny odstępca, który wyparł się swego Boga i służy szatanowi. Teofil wyjawia jej swoją nadzieję, że jego łzy skruszą serce dobrego Boga, tak jak kiedyś przebaczył On Dawidowi, który dopuścił się cudzołóstwa i wstrętnego zabójstwa, a później świętemu Piotrowi, który się go trzykrotnie wyparł. Maryja widząc nastawienie jego serca, obiecuje mu wstawić się za nim, jeśli tylko wyrzeknie się diabła i wyzna, że jej syn, Jezus Chrystus, jest prawdziwym Bogiem i powróci na końcu czasów jako sędzia. Teofil czuje głęboki żal, że zaparł się na piśmie swego Pana i jego dobrej Matki. Wyznaje, że Jezus prawdziwie zrodził się z Maryi Dziewicy, że został umęczony i ukrzyżowany, że po swej śmierci wstąpił do otchłani, by wybawić zmarłych, a po swym zmartwychwstaniu wstąpił do nieba, skąd powróci w dniu ostatnim sądzić świat.

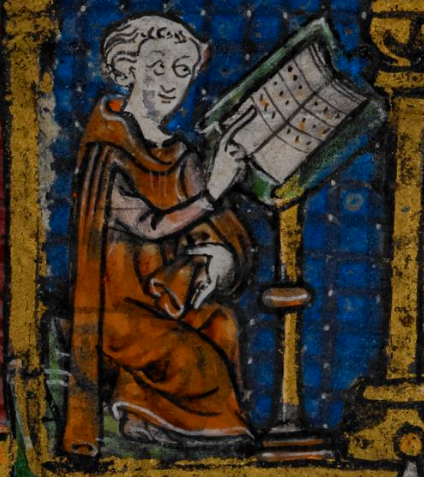
Teofil diakon. Miniatura z Księgi Godzin z Maastricht.

Maryja każe mu nie tracić nadziei. Po trzech dniach zjawia się i oznajmia, że jej Syn, poruszony jego skruchą i jej prośbami, przebaczył mu jego grzech. Uszczęśliwiony Teofil wychwala miłosierdzie Jezusa i dobroć Jego Matki. Zwraca się jeszcze o to, żeby mógł odzyskać nieszczęsny cyrograf, na którym widnieje jego podpis. Maryja znika bez słowa. Teofil nadal się modli dziękując za doznane łaski. Trzeciej nocy budzi się i znajduje leżący na jego sercu cyrograf.
W kilka dni później Teofil zjawia się podczas nabożeństwa w katedrze i przed biskupem i całym zgromadzonym tam ludem opowiada o wszystkim, co mu się wydarzyło. Biskup intonuje hymn wielbiący Boga. Podczas jego śpiewania ulega spaleniu cyrograf, a twarz Teofila rozjaśnia się nadprzyrodzonym blaskiem. Po trzech dniach Teofil umiera. Jego dusza ulatuje ku Bogu, a ciało zostaje pochowane w kaplicy, w której ujrzał Matkę Boską.

## O utworze
Poemat został napisany przez Hrotsvithę, mniszkę z  Gandersheim, w II połowie X wieku. Utwór liczy sobie 824 wersy i został napisany łacińskim heksametrem. Jego pełny łaciński tytuł brzmiː Lapsus et conversio Teophili vicedomini. Hrotsvitha zaczerpnęła temat utworu z pochodzącej z VI wieku legendy greckiej Eutychiana z Adany, która w IX wieku została przetłumaczona na łacinę przez Pawła, diakona z Neapolu.
Poemat Hrotsvithy stał się źródłem niezliczonych przeróbek. W wersji łacińskiej temat ten podjął jeszcze biskup Rennes, Marbod (1035-1123). Z początku XIII wieku pochodzi pierwsze poetyckie opracowanie tej legendy w języku francuskim przez Gautiera de Coincy. W drugiej połowie tego stulecia sięgnęli po nią Rutbeuf we Francji, który nadał jej formę dramatu (Miracle de Théophile) i Bran von Schönbecke w Niemczech (Die Ehre der Maria). W XIII wieku powstały też wersje prozą, zawarte w Speculum Historiale Wincentego z Beauvais i Złotej legendzie Jakuba z Voragine. Z wieku XIV pochodzą trzy dolnoniemieckie, dwie islandzkie i jedna angielska wersja tej legendy. Z XV wieku zachowała się poetycka wersja angielska legendy, zawarta w Alphabet of Tales.